# 下行
下行（げぎょう）とは、前近代の日本において上位者が下位者に対して米や銭などの物資を与えること。江戸時代には与えられた物資そのもののことを指す場合もあった。

## 概要
朝廷の官司や幕府、寺社や荘園領主・地頭を問わずに用いられ、公務や儀式・仏事・神事を実施するための費用支払をはじめ、下位者の働きに対する給与や食糧支給などに用いられるために実施された。
下行の支給には上位者の恩恵としての性格が強調される一方、租税などの徴収（下位者→上位者）に使われる収納桝とは別に下行に用いるための下行枡が製作され、下行枡の方が容積が小さいという場合も珍しくはなかった。
また、特殊な用法として災害などを理由として租税の損免を行うことも「下行」とも称したが、これも上位者の恩恵を強調するという意味があったとされている。
なお、室町時代には天皇の即位式の実施や改元を求める武家執奏を行う際には、室町幕府が下行に必要な金銭を朝廷に献上している。これは儀式のための諸経費（衣装代など）を賄うための下行を実施するための財政的余裕が朝廷にはなかったことによる。しかも、現実には困窮した地下官人（後には公卿も含む）の生活維持のためには、必要経費を上回る下行を行う必要があった（余剰は生活維持のための経済的補填に回される）。例えば、康正改元の際に生じた1050疋の下行費用は全て禁裏御料から出されていたが、応仁の乱以後はほとんどの改元が室町幕府の負担となって下行額も2000-3000疋に増加し、足利義昭による武家執奏によって実現された元亀改元の際には朝廷を動かすために5000疋もの献金が実施されている。